# 타우로베나토르
타우로베나토르(Taurovenator)는 백악기 후기에 남이메리카에 살았던 초대형 수각류이다. 화석이 단편적이여서 정확한 추정치를 발견하긴 힘들지만, 현재 추정치는 길이 11~12m, 몸무게는 5-7t으로 타 카르카로돈토사우루스과처럼 굉장히 거대하다.타우로베나토르는 후인쿨층에서도 내로라하는 육식공룡 이었을 것이다.

## 발견
타우로베나토르는 아르헨티나 고고학자 마티아스 모타에 의해 2005 년에 처음 발견되었다. 이 화석은 2016년에 학계에 정식으로 발견되었고, 이후 같은 지층에서 발견된 카르카로돈토사우루스아과 거대 육식공룡 메락세스와 같은 종인지 논쟁이 되었으나, 2024년에 이 두 종은 많은 공통점을 가지고 있지만 서로는 근연종 관계인 것으로 결론이 났다.

학명 '황소 사냥꾼'의 어원은 발견당시 후안외골에 황소의 뿔 같이 튀어나온 부분에서 기원되었다.

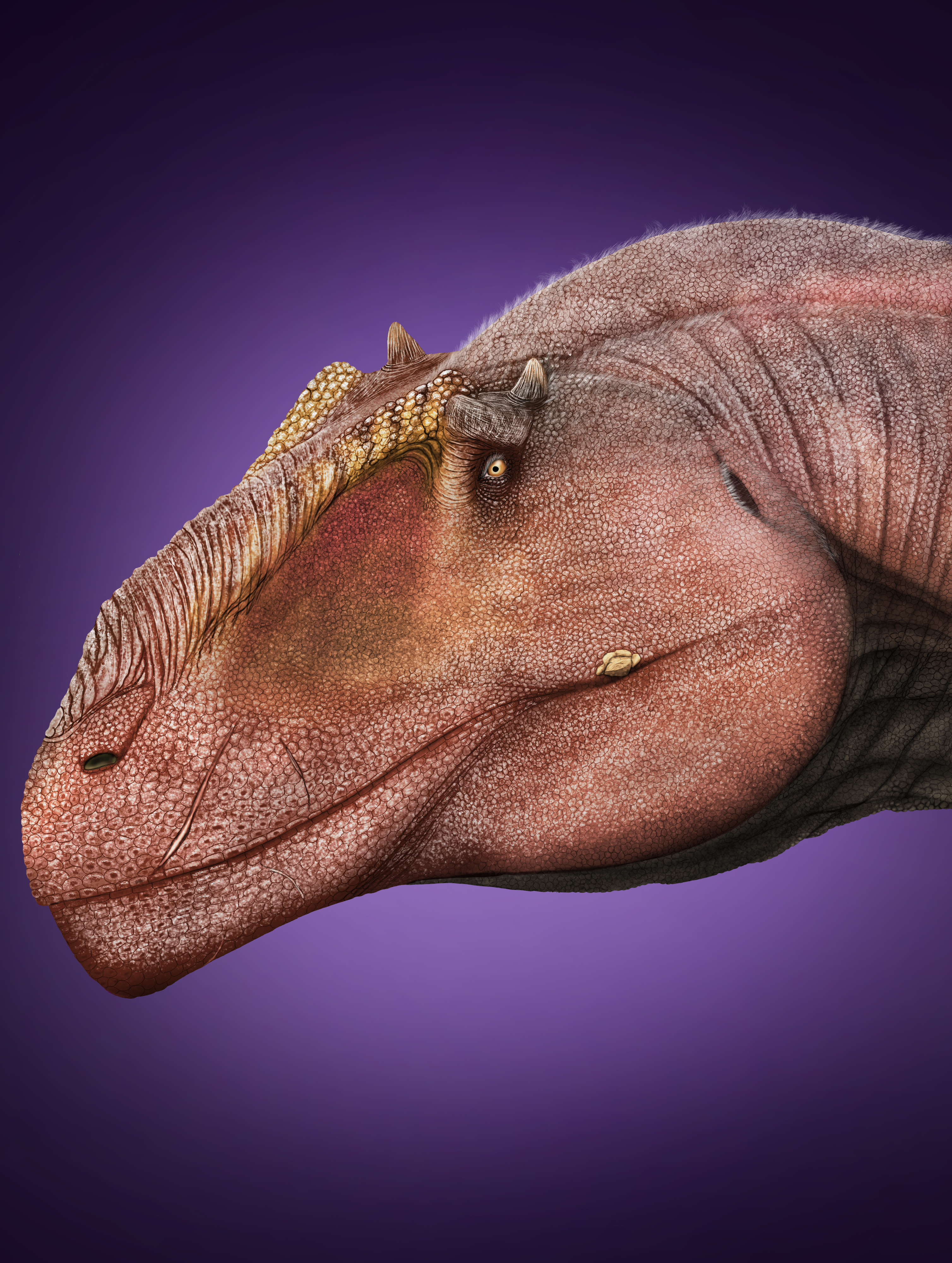
타우로베나토르의 두개골 상상도. 후안외골에 뿔 같이 튀어나온 돌기가 인상적이다.